# Boechtarma
De Boechtarma (Kazachs: Бұқтырма, Buqtyrma; Russisch: Бухтарма, Boechtarma) is een rivier in de Kazachse oblast Şığıs Qazaqstan en een zijrivier van de Irtysj.
De 336-kilometer lange rivier ontstaat uit gletsjers en sneeuwvelden op de hellingen van de Zuidelijke Altaj. De waterscheiding vormt de grens met de Russische autonome republiek Altaj. In de bovenloop is de Boechtarma een snelstromende bergrivier die zich via een smalle stroomvallei naar beneden werkt en in de benedenloop vormt het een langzamer stromende rivier, die door een brede vallei stroomt. De belangrijkste zijrivieren zijn de Berezovka, Chamir en Toergoesoen. De rivier treedt buiten haar oevers in het midden van de zomer als de gletsjers smelten. In de rivier komen onder andere vlagzalm (Thymallus thymallus) en donauzalm (Hucho hucho) voor.
Aan de rivier ligt de stad Zyrjanovsk (Зыряновск) en bij de oorsprong ligt het dorpje Berel (Берель)
- Gemeinsame Normdatei: 7569798-1
- Virtual International Authority File: 238158796